# Андреев, Фёдор Фёдорович
Фёдор Фёдорович Андреев (1900—1950) — советский деятель военного здравоохранения, участник Гражданской войны, подавления Кронштадтского восстания и Великой Отечественной войны. Генерал-лейтенант медицинской службы (1945). Доктор медицинских наук (1940), профессор (1942).

## Биография
Родился 3 (16) сентября 1900 года в Кронштадте. В 1918 году он окончил гимназию и с августа пошёл на службу в РККА. До июня 1923 года учился в Военно-медицинской академии, параллельно с учёбой был вынужден подрабатывать санитаром-дезинфектором, участвовал в ликвидации эпидемии сыпного тифа в Петрограде. Участвовал в боях Гражданской войны в России и подавлении Кронштадтского восстания санитаром хирургического отряда.
Окончив академию, Андреев служил ординатором в Кронштадтском военно-морском госпитале. С сентября 1924 года младший врач крейсера «Аврора», участвовал в первом зарубежном плавании советского судна вокруг Скандинавии. С октября 1925 года старший врач канонерской лодки «Красное знамя». С октября 1926 года старший врач учебного судна «Комсомолец». С мая 1928 года старший врач линкора «Октябрьская революция». С апреля 1930 года начальник хирургического отделения Новочеркасского, а с декабря 1933 года Ростовского окружных военных госпиталей. С июня 1939 года находился на преподавательской работе. Был преподавателем кафедры общей хирургии, а затем военно-полевой хирургии Куйбышевской военно-медицинской академии. С июля по сентябрь 1940 года находился в распоряжении народного комиссариата военно-морского флота СССР. Защитил докторскую диссертацию, после чего стал доцентом кафедры факультетской хирургии Ленинградской военно-медицинской академии. С 1940 г. вступил в ВКП(б). С 7 декабря 1940 года начальник Медико-санитарного управления ВМФ. В этой должности находился в годы Великой Отечественной войны и после её окончания до 19 апреля 1946 года. Внёс большой вклад в организацию работы военно-морской медслужбы в военное время. По его инициативе была расширена сеть военно-морских госпиталей на всех флотах и в центре, вновь открыты два медицинских училища. Принимал участие в Керченско-Феодосийской десантной операции в 1941 годы, когда находясь на крейсере «Красный Кавказ» был тяжело ранен и ему ампутировали ногу и част голени, после протезирования продолжил службу. По инициативе Андреева Ф. Ф. были созданы маневренные формирования — медико-санитарные отряды для эвакуации раненных и больных морем. Организаторские способности Андреева Ф. Ф., его инициатива и требовательность в значительной мере способствовали выполнению задач медицинской службы флота по максимальному возвращению в строй раненых и больных моряков в период войны.
С апреля 1946 года — заместитель начальника Главного военно-медицинского управления Вооружённых Сил СССР, с июня 1947 — заместитель главного хирурга Вооружённых Сил по ВМС, с августа 1949 — главный хирург ВМС. Одновременно являлся профессором кафедры общей и госпитальной хирургии 1-го Московского медицинского института.

«Весною 1943 года в Москве состоялся так называемый пленум Ученого совета Медико-санитарного управления ВМФ. Обсуждались злободневные вопросы военной хирургии и терапии (см. труды). Начальник управления Ф. Ф. Андреев — славный, хотя и несколько напыщенный толстяк, больше похожий не на генерала, а на штабс-капитана царской армии, — но, впрочем, он хирург и даже назначен профессором. Он целует ручки дамам, хорошо пьет, курит сигару и даже вставляет в свою цветистую речь французские слова. Андреев несколько любуется собой — ведь это он ввел широкий погон врачам (а в Красной Армии носят какие-то паршивые узкие!). Я бы прибавил и ещё дозу иронии, но вспоминаю другую картину, много лет спустя: мы собрались на консилиум по поводу его болезни в Главный военный госпиталь в Лефортове (в Москве), просмотрели рентгеновские снимки, анализ крови. Явно или бронхогенный рак легкого, или лимфогранулематоз; надо посмотреть больного. И вот открывается дверь — и на коляске везут Федора Федоровича: отечное лицо, черные черви вен, на вздутой шее — „голова консула“, а на голове водружен генеральский военно-морской головной убор. Вскоре он умер, и вспоминать хочется добром», — описывает его А. Л. Мясников.

Автор более 40 научный трудов, в том числе трех монографий. Регулярно печатался в журналах «Хирургия», «Военно-медицинский журнал», «Военно-морской журнал».
Скончался 30 мая 1950 года. Похоронен в Москве на Новодевичьем кладбище.

## Награды и премии
- орден Ленина (21.02.1945)
- три ордена Красного Знамени (3.04.1942, 3.11.1944, 20.06.1949)
- орден Отечественной войны I степени (22.07.1944)
- медали

## Воинские звания
- Бригврач (7.12.1940)
- Дивврач (9.01.1942)
- Генерал-майор медицинской службы (12.05.1943)
- Генерал-лейтенант медицинской службы (24.05.1945)

## Источник
- Андреев Фёдор Фёдорович. . Дата обращения: 4 октября 2014. Архивировано из оригинала 6 октября 2014 года.